# Marktplätze in Deutschland

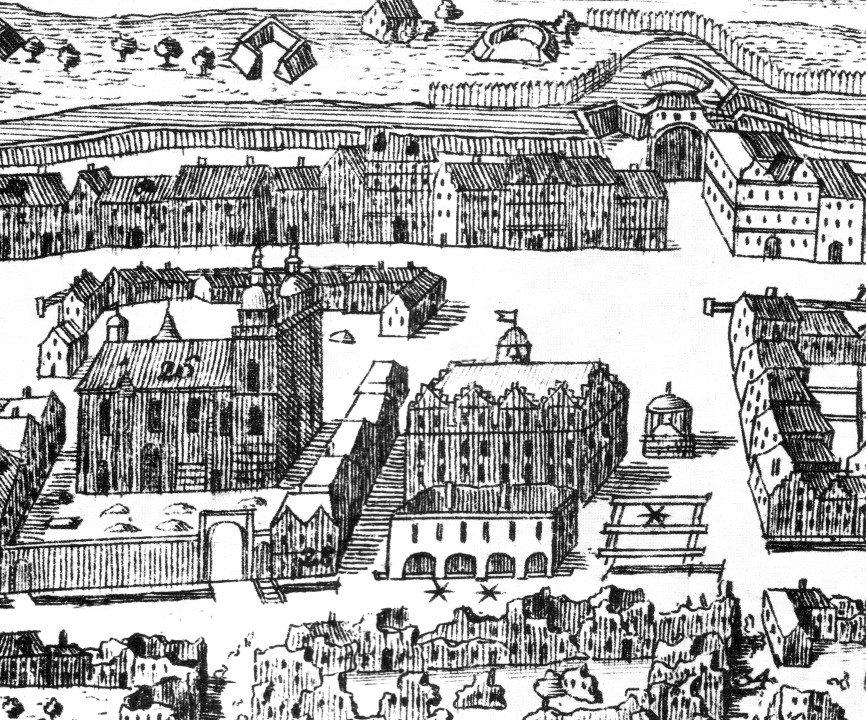
Wittenberg 1760, Marktplatz mit Stadtpfarrkirche St. Marien und Rathaus (Rückseite)

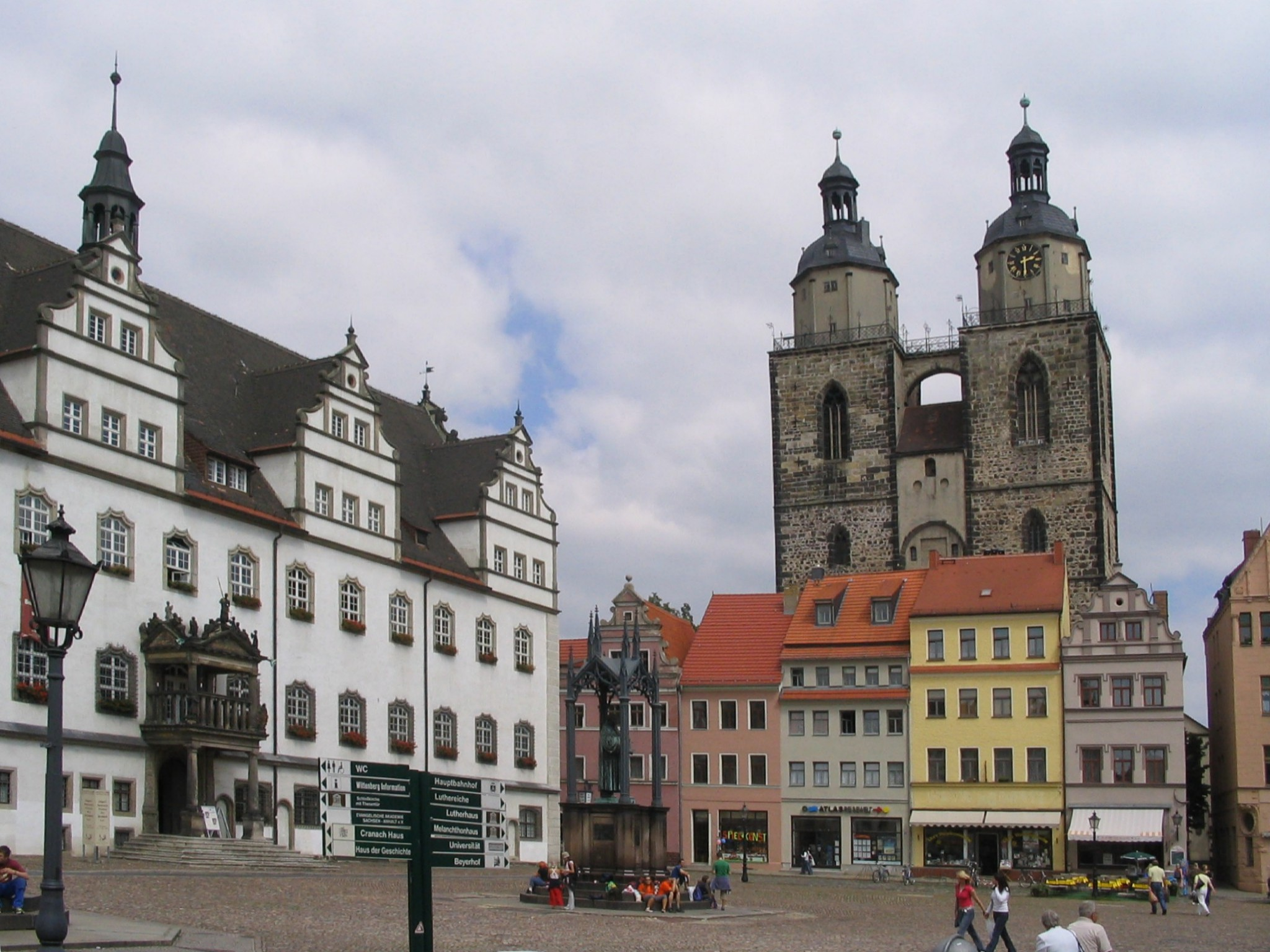
Wittenberg 2005, Marktplatz mit Rathaus und St. Marien

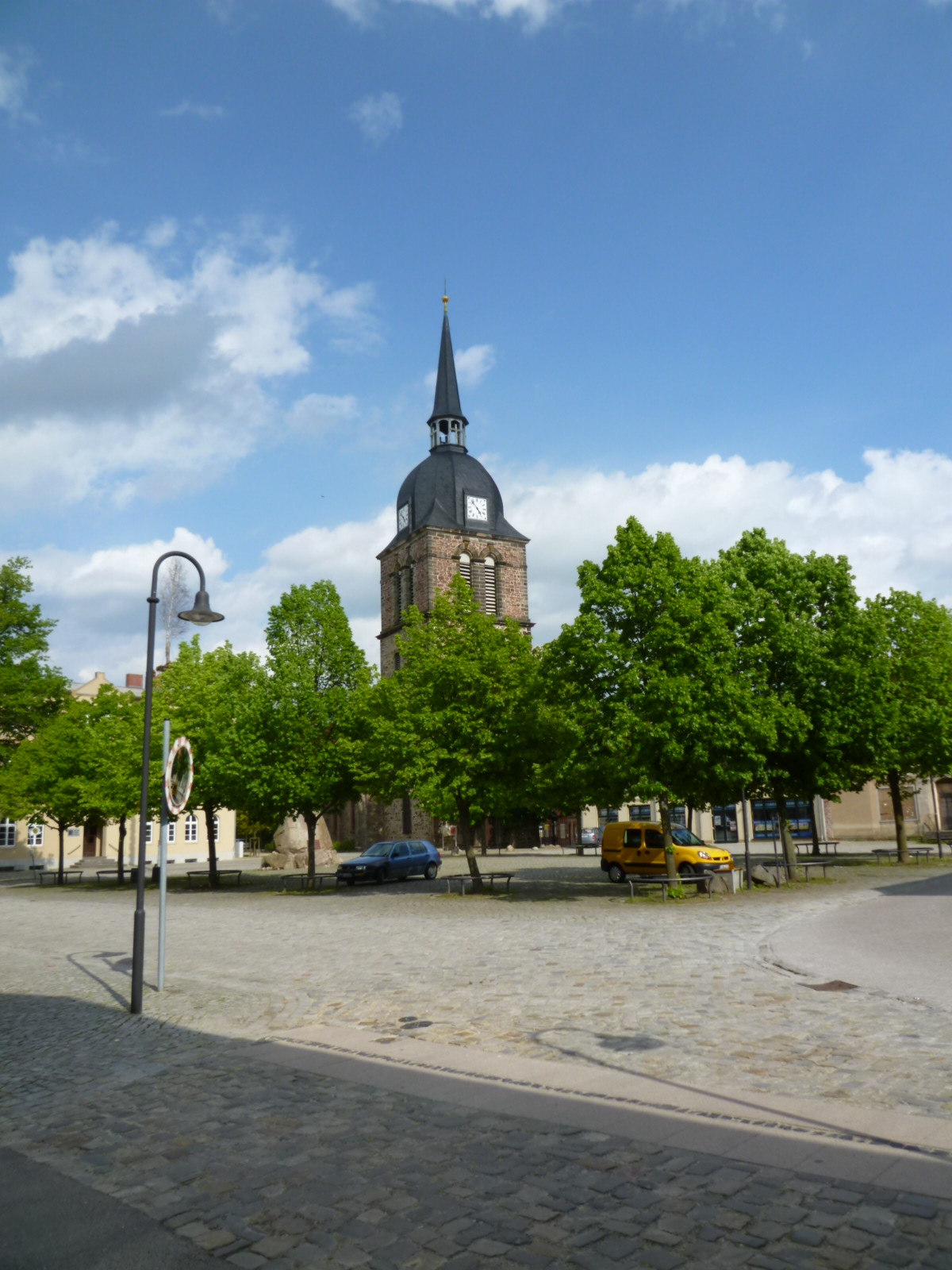
Calvörde 2010, Marktplatz mit Schule und St.-Georg-Kirche

Den Titel „Marktplatz“ tragen Plätze innerhalb einer Ortschaft, auf denen Waren ver- und gekauft wurden oder werden. Diese Art des Handels hatte ganz wesentlich zum Aufschwung der Städte im Mittelalter beigetragen. Seit den Anfängen der Stadtbildung waren Märkte die Zentren städtischen Lebens, dabei häufig auch Räume von hohem städtebaulichen Rang. Entsprechend ihrer Funktion liegen sie häufig im Zentrum historischer Stadtkerne. Die Geschichte der Marktplätze in Deutschland geht dabei bis in das 10. Jahrhundert zurück.

## 10. bis 12. Jahrhundert

### Entstehung lokaler Märkte

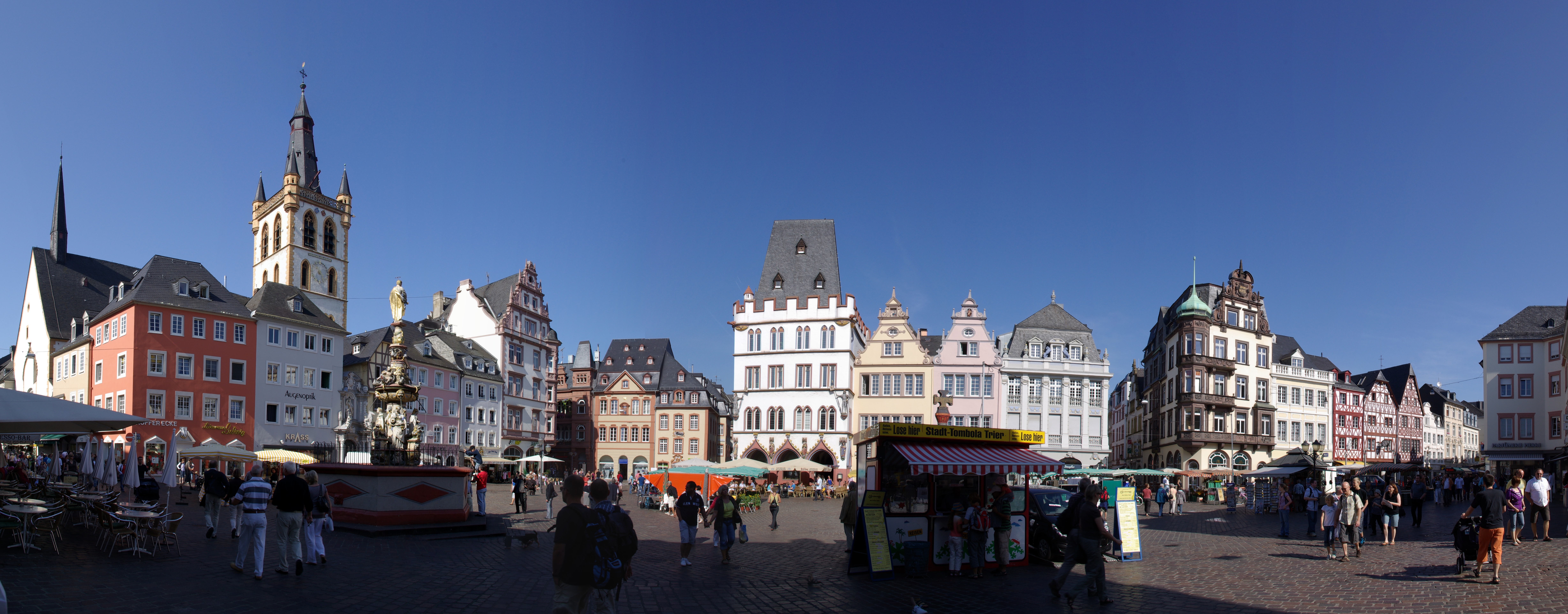
Der Trierer Hauptmarkt wurde bereits im Jahre 958 mit einem Marktkreuz als Hoheitssymbol ausgestattet. Noch heute ist der Hauptmarkt zentraler Platz der Trierer Altstadt.

In diesem Zeitabschnitt vervielfachte sich die Zahl der Orte, an denen regelmäßig Märkte stattfanden. Bischöfen und Klöstern war das Recht verliehen worden, Jahrmärkte, später auch Wochenmärkte abzuhalten. Dort handelte man mit Lebensmitteln einerseits – mit Brot, Mehl, Milchprodukten, Fleisch und Feldfrüchten – und andererseits mit den verschiedensten Handwerkserzeugnissen. Märkte dieser Art hatten Bedeutung vor allem für das nahe gelegene Umland und werden daher als Nah- oder Lokalmärkte bezeichnet. Sie unterschieden sich damit von den zum Teil sehr viel älteren Handelsplätzen, die an Fernhandelsstraßen wie der Via Regia (Königsstraße), der Kupferstraße, den Salz- und Bernsteinstraßen entstanden waren und zu denen Kaufleute über große Entfernungen anreisten, um Salz, Metalle, Seide, Pelze und andere Waren zu tauschen, meist im Auftrag ihrer jeweiligen Feudalherren.
Allgemeine Voraussetzung für die Herausbildung lokaler Märkte war die zunehmende Arbeitsteilung und gleichzeitige räumliche Trennung von Landwirtschaft und Handwerk. Konkret entstanden Märkte dort, wo günstige Vorbedingungen dafür vorhanden waren: relativ hohe Siedlungsdichte im Umfeld, gute Verkehrsverbindungen, eine strategisch herausgehobene Lage etwa an wichtigen Flussübergängen, der Schutz durch mächtige Feudalherren. Diese förderten die Entwicklung der Märkte auf ihrem Gebiet, indem sie bestimmte Rechte und Vergünstigungen gewährten, Grundstücke zuwiesen, das Schlagen von Bauholz erlaubten. Im Gegenzug erhoben sie verschiedene Abgaben: Marktzoll für jeden abgeschlossenen Handel sowie für die Benutzung der Marktstände und der Waage. Der übergeordnete Feudalherr garantierte allen Marktbesuchern, unabhängig von ihrem Stand, freien Zugang zu den Märkten. Für das genau abgegrenzte Gelände und für den Weg dorthin galt der Marktfriede. Verstöße dagegen wurden mit dem Königsbann belegt – die jeweils gültige Marktordnung hatte nur lokale Bedeutung, Marktsiedlungen und Händler im Allgemeinen standen aber unter dem rechtlichen Schutz des Königs. Um den reibungslosen Marktbetrieb zu sichern, konnten zeitweilig sogar gerichtliche Verfolgungen ausgesetzt werden.

### Erste Veränderungen
Märkte entwickelten sich meist an Überlandstraßen, vornehmlich dort, wo sich solche Straßen kreuzten. Dreieckige oder trapezförmige Plätze verweisen auf ihre Entstehung an einer Straßengabelung. Oft konnten die mehr oder weniger spontan angelegten Märkte den schnell wachsenden Warenverkehr schon wenig später nicht mehr aufnehmen. An geeigneteren Standorten entstanden neue, größere, besser geplante Marktplätze. Um die eigentlichen Verkaufsflächen herum wuchsen Wohn- und Nutzgebäude von Handwerkern und Kaufleuten, die Bebauungsdichte nahm schnell zu. In festungsähnlichen Steinbauten, so genannten Vogteien, residierten Beauftragte der Grundherren, die Maße und Gewichte prüften, die Vergabe der Standplätze regelten, Abgaben erhoben und den Gerichten vorstanden. Am Marktplatz oder ganz in seiner Nähe befand sich in der Regel eine Kirche oder Kapelle. Mit den so entstandenen Strukturen erhielten die frühen Städte ein Gegengewicht zu den bisher dominierenden Domburgen, Pfalzanlagen und Klöstern.
Überlebenswichtig für die frühen Städte und ihre Märkte war der Marktbrunnen. In den Wohnhäusern gab es keine Wasserversorgung, auf dem Markt mussten Lasttiere und Schlachtvieh getränkt werden. Die Funktionsfähigkeit des Brunnens war also unbedingt zu sichern, zum Teil mit großem Aufwand – durch tiefe Bohrungen oder dadurch, dass das Wasser von weit her geleitet wurde. In größeren Städten gab es Brunnen auch in anderen Stadtvierteln, der Marktbrunnen hatte jedoch herausgehobene Bedeutung. Hier – oder in etwas späterer Zeit vor dem nahe gelegenen Rathaus – befand sich das Marktkreuz als Zeichen des vom König garantierten Marktrechts. Durch verschiedene daran angebrachte Symbole (Fahne, Handschuh, Schwert) sollte die gedachte Anwesenheit des Königs dargestellt werden. Auf den Marktplätzen einiger nord- und ostdeutscher Städte wie Bremen oder Brandenburg an der Havel stand statt des Marktkreuzes eine Statue des Roland – er galt als Sinnbild bürgerlicher Freiheiten und Schutzpatron der Fernhandelskaufleute.

## 13. bis 15. Jahrhundert

### Wachstum und Unabhängigkeit
Zum Ende des 14. Jahrhunderts war die Anzahl der Städte in Deutschland auf etwa 4000 angestiegen – Ergebnis einer Welle von Stadtgründungen, mit denen die Territorialherren ihre Gebiete wehrhafter machen und ihre Einnahmen erhöhen wollten. Viele dieser Orte blieben trotz der Stadtrechte ihrem Wesen nach Dörfer mit kaum 500 Einwohnern. Andere, wie etwa die Hansestädte Lübeck und Bremen oder Fernhandelszentren wie Nürnberg und Augsburg entwickelten sich mit mehr als 10 000 Einwohnern zu Großstädten nach damaligem Maßstab.
Typisch für Marktgründungen dieser Zeit war die planvolle Anlage im Zentrum der Siedlungen. Zuweilen wurden alte Handelsstraßen so umgelenkt, dass sie die neuen Marktplätze berührten. Regelmäßige rechteckige oder quadratische Grundrisse ergaben sich dadurch, dass man in der Mitte der neuen Orte einen oder mehrere Baublöcke aussparte, solche Flächen waren meist zwischen 0,3 und einem Hektar groß. Bei manchen Neugründungen, besonders östlich der Elbe, führten übertriebene Erwartungen an den späteren Marktverkehr auch zu Plätzen von mehreren Hektar Größe, die später teilweise wieder überbaut wurden. An älteren Handelsplätzen machte der florierende Marktbetrieb neue Marktplätze mit zum Teil speziellen Funktionen erforderlich, es entwickelten sich Fachmärkte für Holz, für Töpferwaren, für den Handel mit Weidevieh oder Geflügel, für Fisch, für Butter oder für Korn. Sie waren meist täglich geöffnet, anders als die wöchentlich durchgeführten Hauptmärkte. Bezeichnungen für Straßen und Plätze erinnern vielfach noch heute an diese Märkte.
Mit zunehmender Wirtschaftskraft erlangten die Städte in Teilbereichen Unabhängigkeit von den jeweiligen Feudalherren, die, um ihren wachsenden Geldbedarf zu decken oder ihre Schulden zu bezahlen, den Städten verschiedene Rechte von der Gerichtsbarkeit bis zu den Marktrechten verkauften. Das neu gewonnene Selbstbewusstsein des Stadtbürgertums drückte sich im Bau von Rathäusern aus, die seit dem 13. Jahrhundert in großem Umfang an Marktplätzen entstanden, anfangs als Holzbauten, im 14. und 15. Jahrhundert als ansehnliche Gebäude aus Stein. Stadträte, Gilden, Zünfte und einzelne wohlhabende Familien förderten das Entstehen repräsentativer Markt- und Stadtkirchen. Die wurden nicht nur liturgisch genutzt, sondern auch als weltliche Versammlungsorte, zur Durchführung des Marktgerichts und als Aufbewahrungsort stadteigener Kostbarkeiten und Urkunden.
Auch die übrigen Bauten am Markt spiegelten die gesellschaftliche Entwicklung der Städte wider. Hier standen die Anwesen gut situierter Kaufleute, reich gewordener Zunftmeister sowie der Zünfte und Gilden selbst, ebenso Gasthöfe und Herbergen, in Einzelfällen auch die Gästehäuser oder zeitweiligen Wohnsitze von Feudalherren, die für ihre so genannten Freihäuser keine Abgaben an die Stadt zahlen mussten. Da es als Vorzug galt, am Markt zu wohnen, wurden die Baugrundstücke bald kleiner, es entstanden häufiger mehrgeschossige Holz- und Fachwerkbauten, deren schmale Giebel der Platzseite zugewandt waren. Seit dem 14. Jahrhundert bemühten sich die Stadtverwaltungen darum, dass zunehmend in Stein gebaut wurde, um die Brandgefahr zu verringern. Gerade an Marktplätzen befolgte man diese Anweisungen recht gerne, weil in den umliegenden Häusern oft wertvolle Waren und Rohstoffe lagerten.
Die Plätze bildeten den Rahmen nicht nur für die üblichen Wochenmärkte. Als besondere Höhepunkte im städtischen Leben wurden hier Jahrmärkte abgehalten, zu denen Händler und Käufer aus größerer Entfernung erschienen, dazu Zahnbrecher und Wunderdoktoren, Fechter und Ringer, Akrobaten, Jongleure und Musikanten. Auf den Marktplätzen fanden Prozessionen statt, hohe Gäste wurden feierlich empfangen, Fastnachts- und Osterspiele wurden aufgeführt. Man hielt hier öffentliche Gerichtsverhandlungen ab und vollstreckte auch die Urteile vor Publikum. Bei geringeren Vergehen wurden die Übeltäter ausgepeitscht oder an den Pranger gekettet. Für Hinrichtungen gab es zwar den Galgenplatz vor den Toren der Stadt, zur besonderen Abschreckung wurde aber auch auf den Marktplätzen gehängt, gevierteilt, verbrannt oder enthauptet. Diese demonstrativen Strafen trafen vor allem solche Delinquenten, deren religiöse oder politische Einstellung als gefährlich betrachtet wurde.

### Stagnation und Krisen
Nun hoben sich die Marktplätze durch ihre Bausubstanz schon deutlich von den angrenzenden Stadtgebieten ab. An architektonisch durchgestaltete, geschlossene Ensembles war aber noch nicht zu denken. Große Gebäude blieben oft Baustellen über Jahrzehnte hinweg. In schweren Zeiten ruhten alle Bauarbeiten, manchmal für Generationen. Kriege und große Brände verwüsteten immer wieder weite Teile der Städte. Marktplätze waren noch immer nicht gepflastert, auf den sandigen Flächen waren Haustiere wie Hühner und Schweine unterwegs, zuweilen flossen Bäche hindurch, aus denen Wasser für den Marktbetrieb und zur Brandbekämpfung entnommen werden konnte. Aus der Freien Reichsstadt Reutlingen ist eine bezeichnende Episode überliefert: Kaiser Friedrich III. (1415–1493) war bei einem Besuch der Stadt beinahe im Morast der Straßen versunken. Danach war es nicht mehr erlaubt, Abfälle einfach vor die Häuser zu werfen, Marktplätze mussten nach jedem Markttag gesäubert werden.
Im 15. Jahrhundert verloren die Städte – mit Ausnahme der Freien Reichsstädte – wieder viel von ihrer Souveränität. Innerhalb der Kommunen nahmen die sozialen Spannungen zu und führten zu teilweise blutigen Auseinandersetzungen, die starr organisierten Zünfte erwiesen sich allmählich als hemmend für die allgemeine Entwicklung, immer aufwendigere Befestigungsarbeiten belasteten die Finanzen, Epidemien und Missernten verschärften kritische Situationen. In dieser Lage fiel es den Landesherren leicht, viele Städte wieder in ihre Abhängigkeit zu bringen, die Ratswahlen zu kontrollieren und Handelsprivilegien zu widerrufen.

## 16. bis 18. Jahrhundert

### Entwicklung trotz Machtverlust

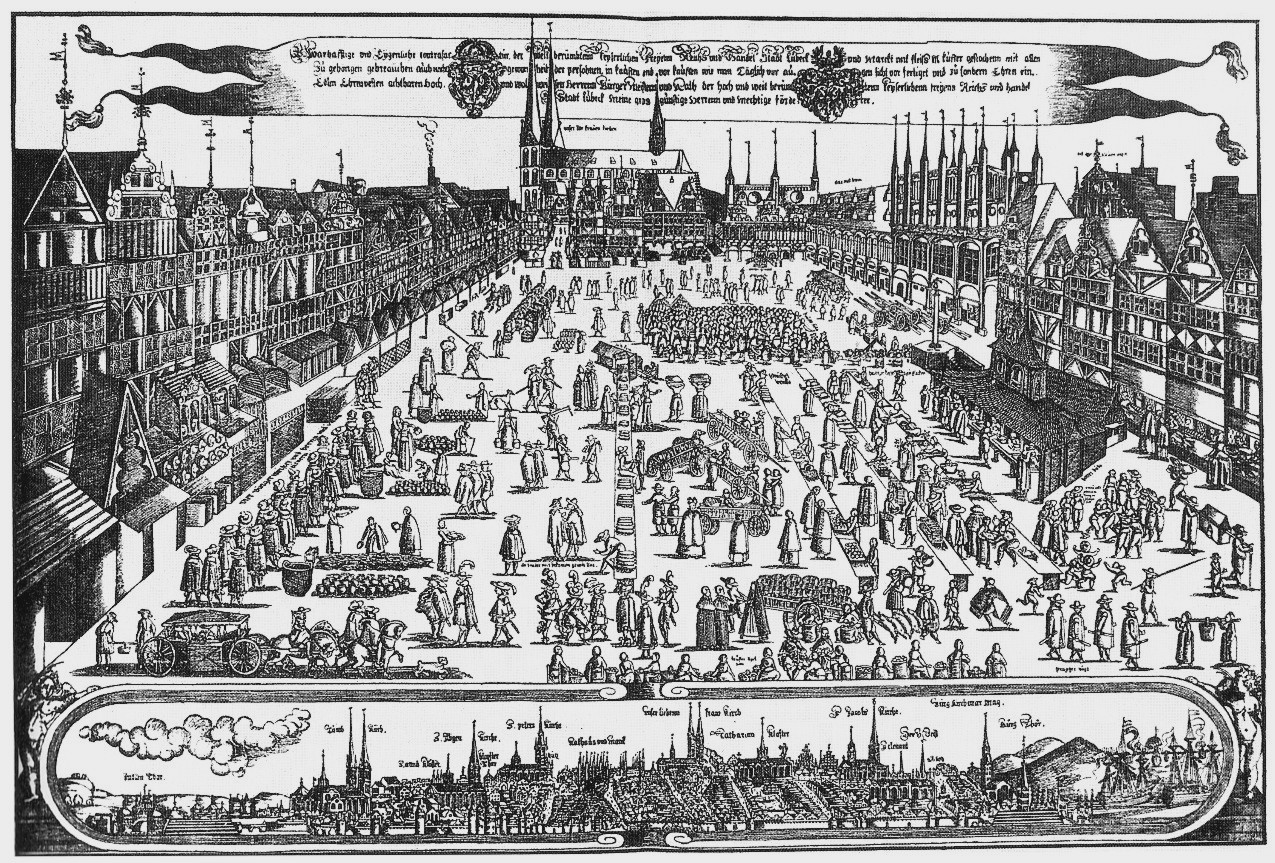
Lübeck etwa 1580

Trotz verschiedener Rückschläge – die wirtschaftliche Lage des städtischen Handelsbürgertums blieb auf längere Sicht zufriedenstellend und prägte auch das Bild der Marktplätze. Die machtpolitischen Veränderungen wurden kaum sichtbar. Territorialherren und Bürger hatten das gleiche Interesse an sauberen, bequemen Märkten mit repräsentativen Gebäuden. Durch Neu- oder Umbauten entstanden auch in feudalabhängigen Städten prächtige Rathäuser, Gewand- und Kaufhäuser, meist im Baustil der Renaissance.

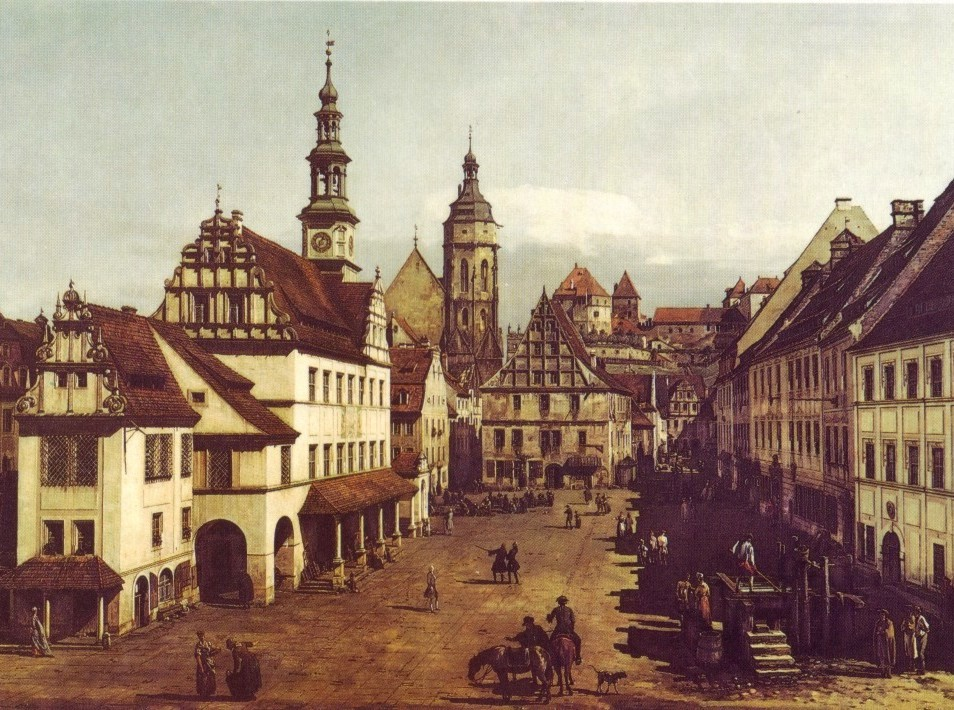
Pirna, der Marktplatz etwa 1750

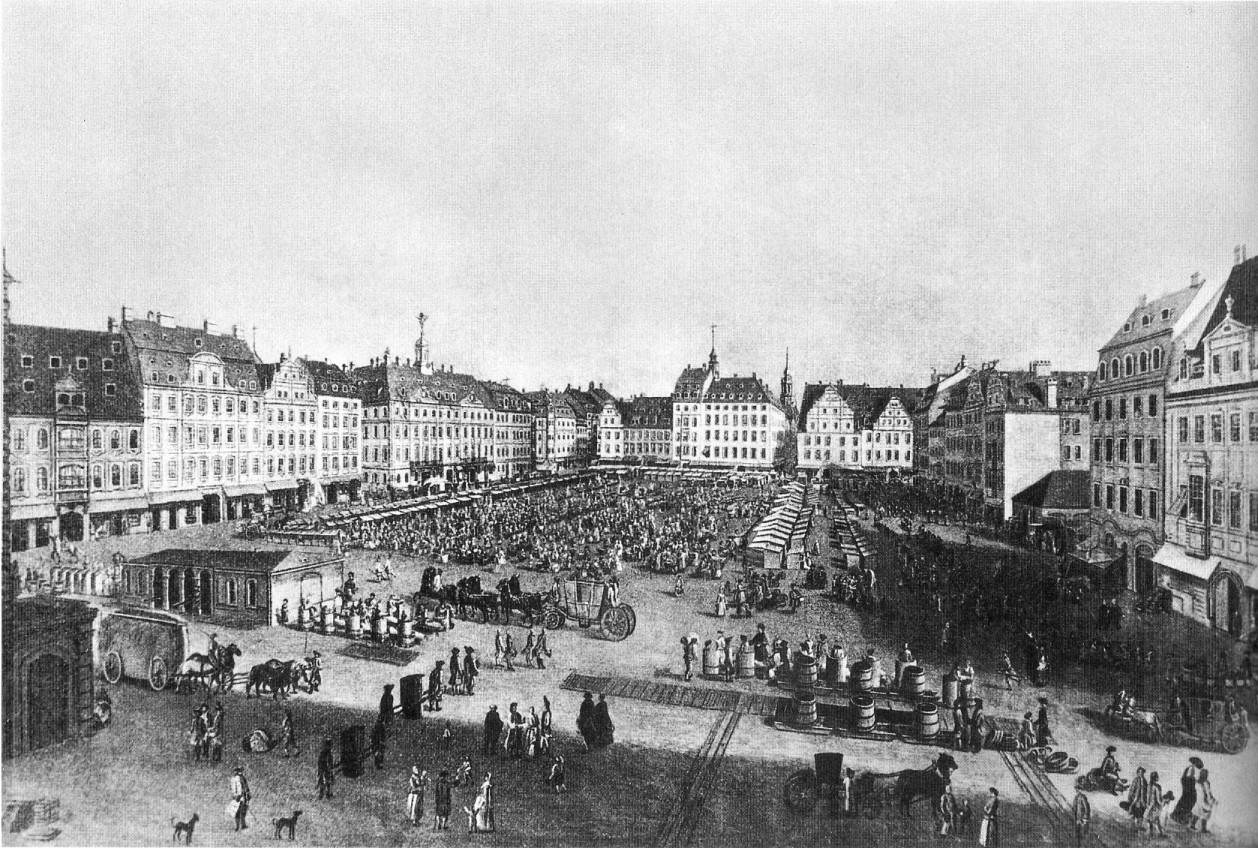
Dresden, der Altmarkt etwa 1770

An vielen Orten veränderte und verdichtete sich nun die Marktumbauung. Gebäude aus dem 15. Jahrhundert wurden im 16. Jahrhundert nicht selten erneuert, erweitert oder aufgestockt. Vom engen Nebeneinander schmaler Giebel ging man jetzt häufig zur bautechnisch günstigeren Traufstellung über – die Längsseiten der Häuser waren dem Markt zugewandt, so ließen sich geschlossene und gerade Baufluchten leichter erreichen. Einzelne zum Markt gerichtete Giebel lieferten architektonische Akzente. Aufwändig gestaltete Details – Portale, Erker, Fenster – zeigten Reichtum und sozialen Status der Bauherren. Die Plätze selbst wurden geebnet, zumindest teilweise gepflastert und mit kunstvollen Brunnen geschmückt. Die Wohngegend um den Markt galt weiterhin, abgesehen von Häusern in Schlossnähe, als attraktivster Bereich der Stadt. In den Kolonnaden neu gebauter Häuser oder in Gewölben der Erdgeschosse entstanden fest installierte Geschäftsräume. Anwohner des Marktes begannen hier den Einzelhandel mit Tuchen oder Weinen, eröffneten eine Herberge oder – mit fürstlichem Privileg – eine Apotheke, die außer Arzneien eine Vielzahl von Waren anbot, darunter Gewürze, Konfekt, Schreibpapier, Feuerwerkskörper und Mittel gegen Ungeziefer. Ratskeller und Ratsweinstuben verloren nach und nach ihr Schankmonopol, an den Marktplätzen etablierten sich neue Schenken und Gasthöfe.
Architektonische Neugestaltung und differenziertere Nutzungsmöglichkeiten steigerten die Bedeutung der Marktplätze, auch für das gesellschaftliche Leben der Städte. Aus unterschiedlichsten Anlässen – Fürstenhochzeiten, Einweihungen, Regierungsjubiläen – ließen Territorialherren auf den Marktplätzen große öffentliche Veranstaltungen inszenieren, mit der Absicht, durch Prunk und Freigebigkeit ihre Macht zu demonstrieren und die Sympathie der Bürger zu gewinnen. Zu den organisierten Unterhaltungen gehörten Ringelstechen, Turniere, Karussellfahrten und Feuerwerk. Als 1694 in Halle an der Saale die Universität gegründet wurde, flossen aus mehreren Marktbrunnen vorübergehend Wein und Bier statt Wasser.

### Spätfolgen des Dreißigjährigen Krieges

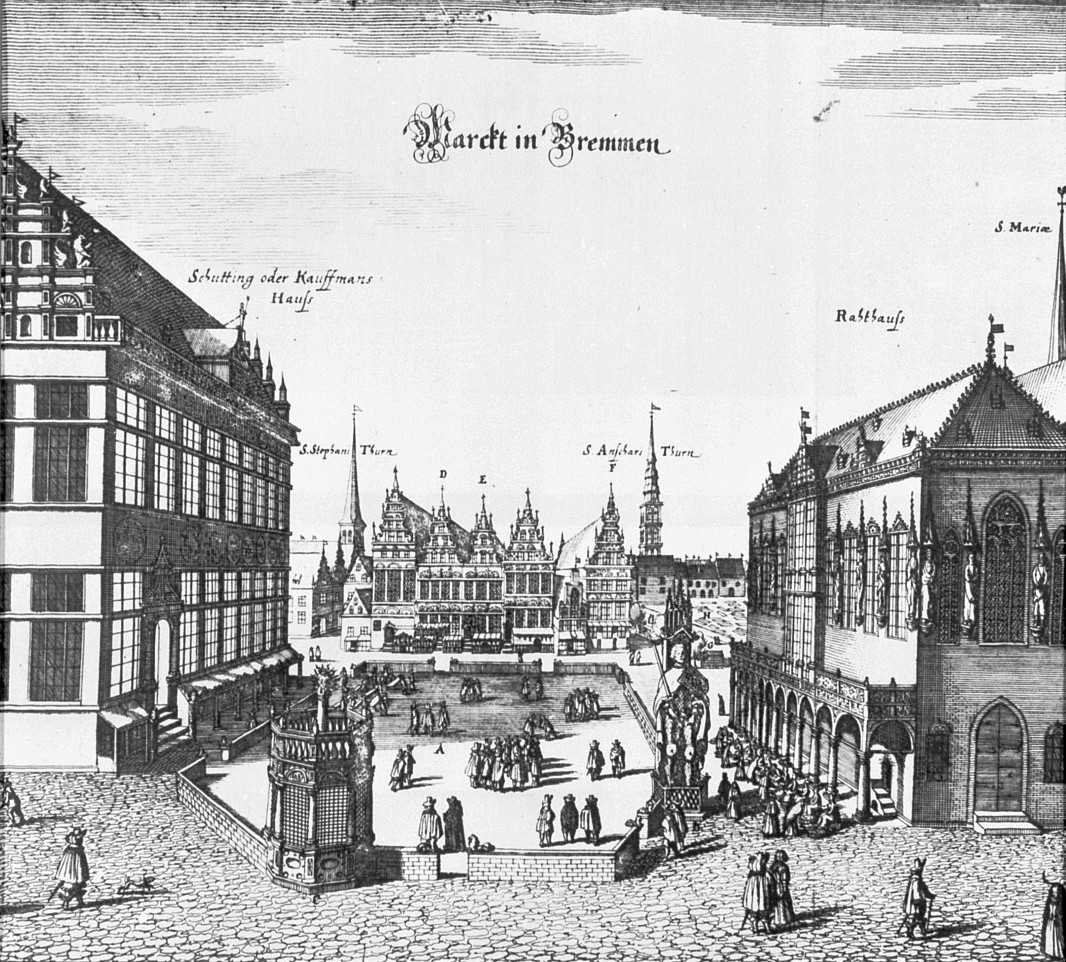
Bremen etwa 1650

Der Dreißigjährige Krieg hatte ausgedehnte Verwüstungen hinterlassen, mit lang anhaltenden negativen Auswirkungen für die Entwicklung der Städte. Die Landesherren verwendeten in der Folge ihre knappen finanziellen Mittel fast nur noch für den Ausbau der Residenzstädte, dabei standen ihre Schlösser im Zentrum der Planung und nicht mehr die bürgerlichen Märkte. Die meisten Städte verwahrlosten. Soweit Rathausbauten und Bürgerhäuser dem neuen Stil der Architektur, dem Barock angepasst wurden, geschah dies oft durch kulissenartige Scheinfassaden in wenig solider Ausführung. Städtebauliche Leistungen wie der Gendarmenmarkt in Berlin und der Alte Markt in Potsdam blieben Ausnahmen.
Am Marktverkehr war stets die wirtschaftliche Lage der Stadt ablesbar. Die Umsätze, die Zahl der Händler und Käufer, die Häufigkeit und Dauer der Märkte waren starken Schwankungen unterworfen, vor allem in Kriegszeiten oder wenn Seuchen die Stadt erreicht hatten. Mit der Erlaubnis oder Verweigerung von Jahrmärkten konnten Landesfürsten in den Gang der Geschäfte eingreifen und die Städte disziplinieren. Der Verlust an städtischer Unabhängigkeit setzte sich fort. Fürsten untergruben die Souveränität der Ratskollegien, indem sie neue Stadtstatuten und Marktordnungen erließen und immer stärker Einfluss nahmen auf die Besetzung wichtiger Ämter, die im 17. Jahrhundert zu bezahlten Beamtenstellen wurden.

## 19. und 20. Jahrhundert

### Größere Städte, neue Rathäuser

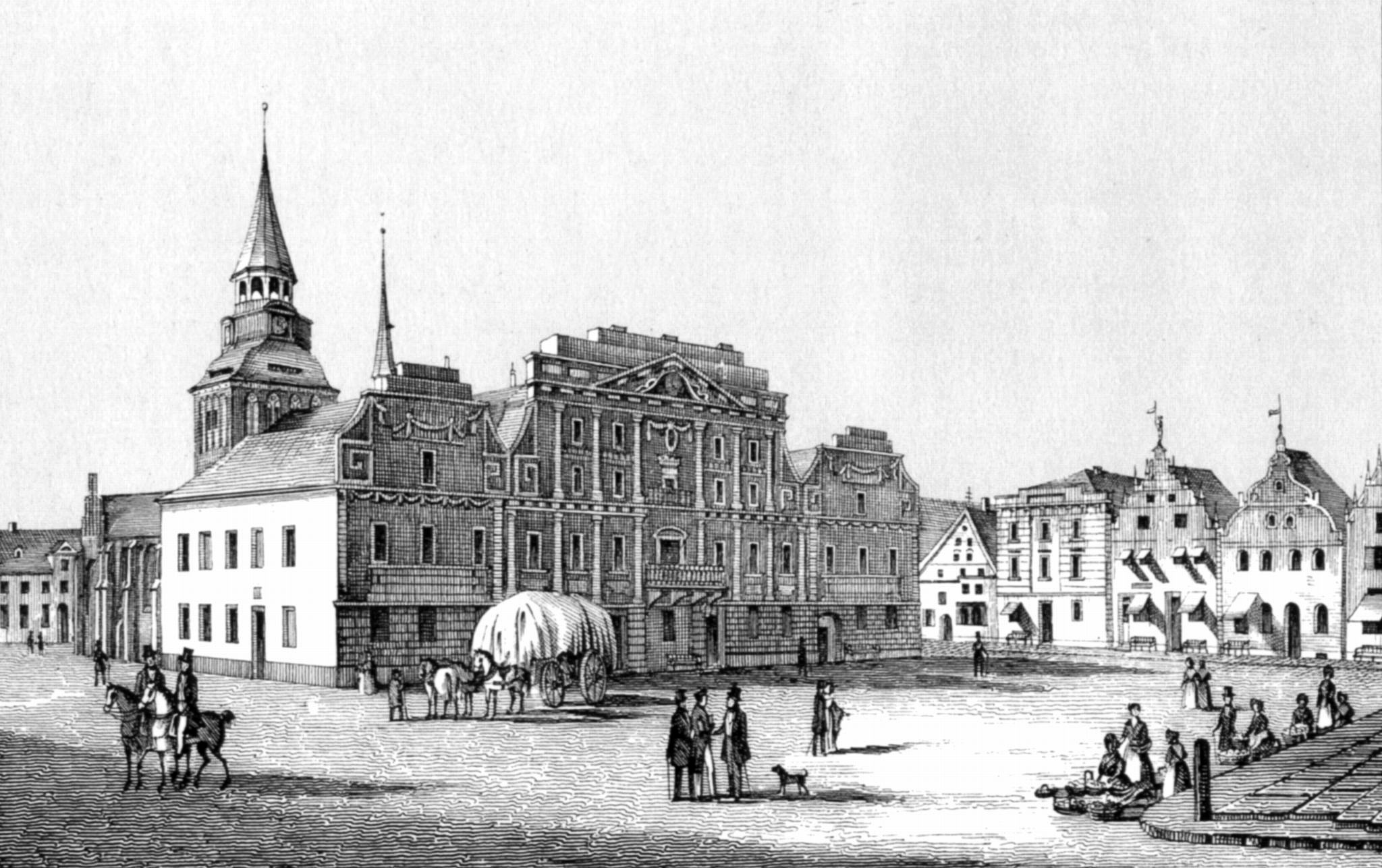
Der Marktplatz von Güstrow 1840

Mit Einführung der Dampfmaschine als Antriebskraft in englischen Textilunternehmen gegen Ende des 18. Jahrhunderts begann die Industrielle Revolution. Im gleichen Zeitraum verschwanden allmählich Handelshemmnisse wie Zunftordnungen und Zollschranken. Straßenbau und Binnenschifffahrt wurden intensiviert, Ausbau und Vernetzung von Eisenbahnlinien in den 1850er Jahren gaben weitere starke Impulse für Handel und Gewerbe. Größe und Struktur der Städte veränderten sich grundlegend. Nur zwei deutsche Städte, Berlin und Hamburg, hatten 1830 mehr als 100 000 Einwohner. 1880 waren es schon fünfzehn, 1900 dreiunddreißig Städte. Neue Marktplätze wurden kaum angelegt, vielfach entstanden die Großstädte ja dadurch, dass kleinere Städte und Gemeinden mit jeweils eigenen Märkten zusammenwuchsen. Typisch wurden „Bahnhofsstraßen“, die Markt und Bahnhof miteinander verbanden und an denen sich bald Ladengeschäfte und Dienstleistungsbetriebe ähnlicher Art fanden, wie es sie seit jeher an den Marktplätzen gab. Die Alteingesessenen begegneten der neuen Konkurrenz mit Hinweisen auf Tradition und langjährige Erfahrung („Erstes Haus am Platze“).

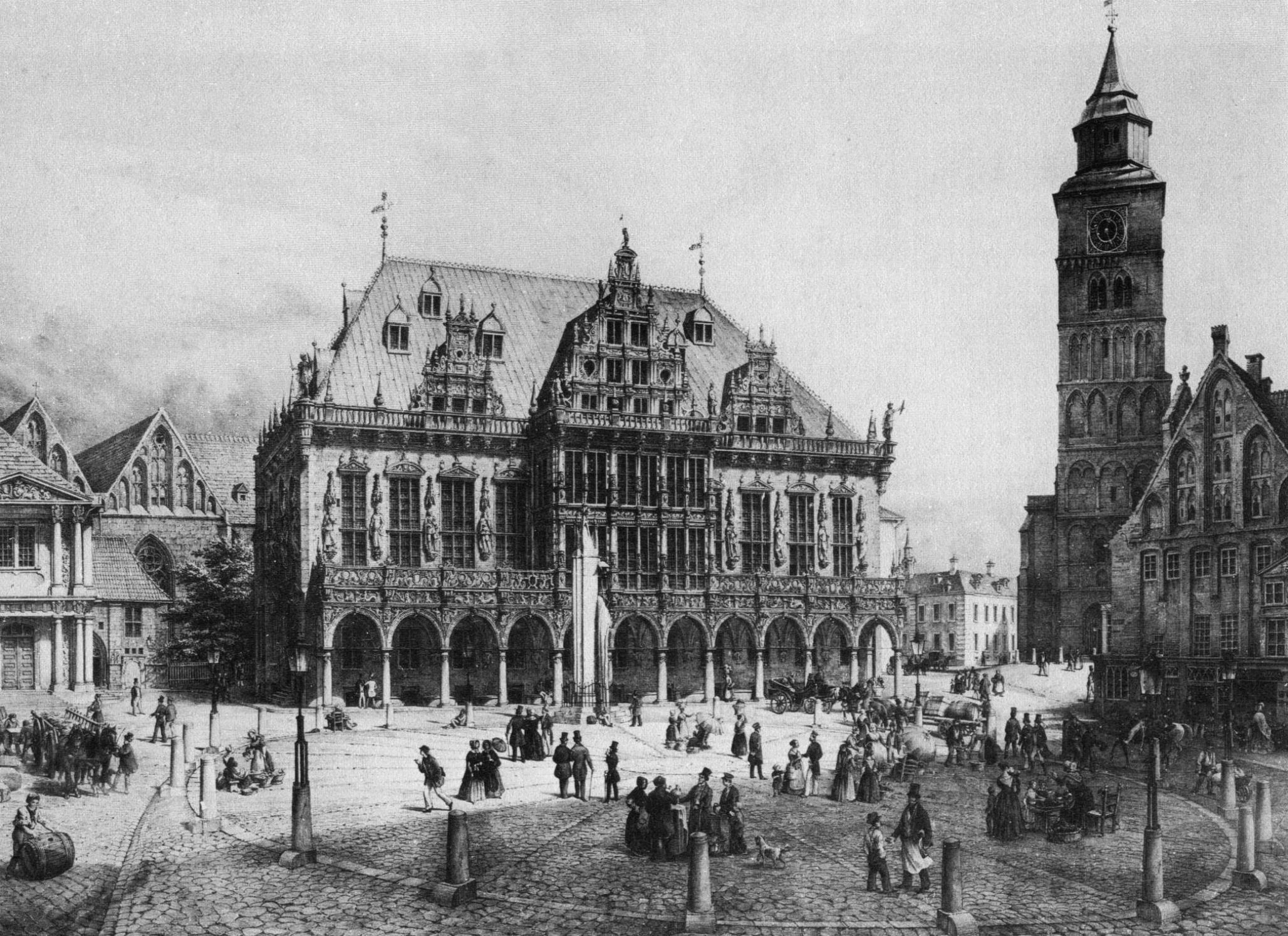
Der Marktplatz von Bremen 1859

Historische Rathäuser am Markt veränderten ihren Charakter. Üblich waren bisher Läden und Verkaufsstände im Erdgeschoss, nun brachte man dort zusätzliche Verwaltungsräume oder Banken und Sparkassen unter. Der große Festsaal, einst Schauplatz zahlreicher öffentlicher Veranstaltungen, wurde zum repräsentativen Sitzungssaal. Trotz der Beschränkung auf Verwaltungsaufgaben wurde vielerorts der Raum knapp. Um- und Anbauten veränderten das Aussehen der Gebäude, einzelne Bereiche, etwa Polizei, Ratsarchiv oder Steuerbehörde, mussten ausgelagert werden. Großstädte wie Berlin und Hamburg benötigten und bekamen um die Mitte des 19. Jahrhunderts neue große Rathäuser. Einen wahren Boom im Rathausbau löste die Reichsgründung 1871 aus. Im gerade entstandenen Deutschen Reich wurden in den folgenden dreißig Jahren mehr als fünfzig neue Rathäuser errichtet, meist mit hoch aufragenden Türmen und Fassaden im Stil vergangener Epochen. Die großvolumigen Bauten waren oft nicht vereinbar mit den architektonischen Maßstäben alter Märkte und wurden an alternativen Standorten errichtet. In solchen Fällen büßten die Marktplätze eine ihrer jahrhundertealten Funktionen ein.
Gleichzeitig bewirkte eine gewisse Sorglosigkeit im Umgang mit historischer Bausubstanz, verbunden mit kommerziellen Interessen und Geltungsdrang, dass zahlreiche erhaltenswerte Gebäude abgebrochen wurden, andere erfuhren einschneidende Veränderungen durch historisierende Fassadengestaltungen nach dem Geschmack der Zeit. Die schon entstandenen und noch drohenden Verluste führten um die Jahrhundertwende zu intensiveren Bemühungen einer staatlich unterstützten Denkmalpflege, mit deren Hilfe notwendige Umgestaltungen vielfach so vorgenommen werden konnten, dass die Harmonie der alten Marktplätze nicht weiter zerstört wurde.

### Der Markt – Ärgernis und Festplatz

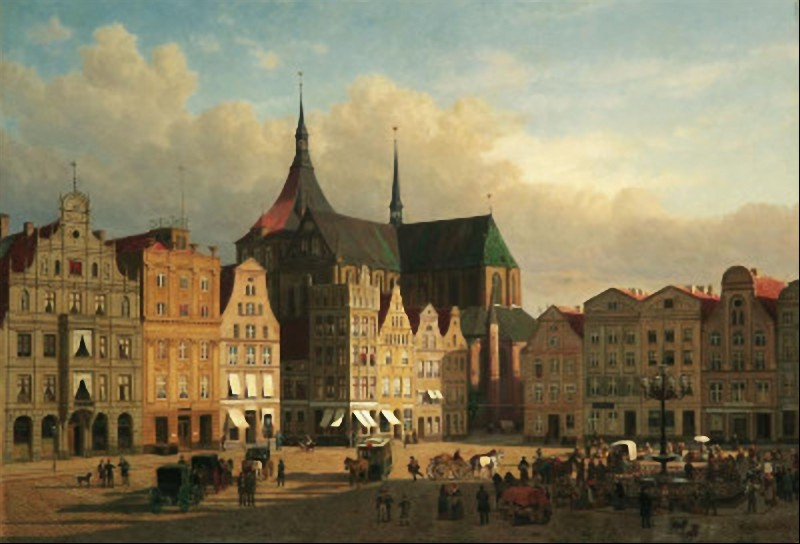
Rostock, der Neue Markt 1883

Wochenmärkte gerieten in die Kritik, weil sie das Pflaster verschmutzten, störende Gerüche verbreiteten und hinderlich für den Verkehr waren. Diese Vorbehalte trugen dazu bei, dass in Großstädten Markthallen gebaut oder Märkte auf weniger bedeutende Plätze verlegt wurden. Generell verlor der Marktplatz seine eindeutige Vorrangstellung als städtisches Handelszentrum. Er blieb aber ein wichtiger Verkehrsknotenpunkt für Fahrzeuge und Fußgänger, ein attraktiver Standort für fest etablierte Geschäfte. Viele Plätze wurden jetzt erstmals beleuchtet und vollständig gepflastert oder mit Grünanlagen versehen. Weit verbreitet waren seit dem Deutsch-Französischen Krieg 1870/71 Sieges- und Kriegerdenkmäler.
Vor allem blieb der alte Marktplatz als historisches Zentrum der Stadt ein Ort der Repräsentation, der städtischen Selbstdarstellung. Er behielt seine besondere Bedeutung als Festplatz in attraktiver architektonischer Umgebung. Amtsträger nutzten diese Kulisse für Festlichkeiten aller Art, besonders in der wilhelminischen Ära wurden in zeittypischem nationalen Überschwang Siegesfeiern, Jubiläen oder offizielle Huldigungen mit Girlanden, Fahnen, Ehrenjungfrauen und Militärparaden begangen.

### Politische Konflikte und Kriegsfolgen

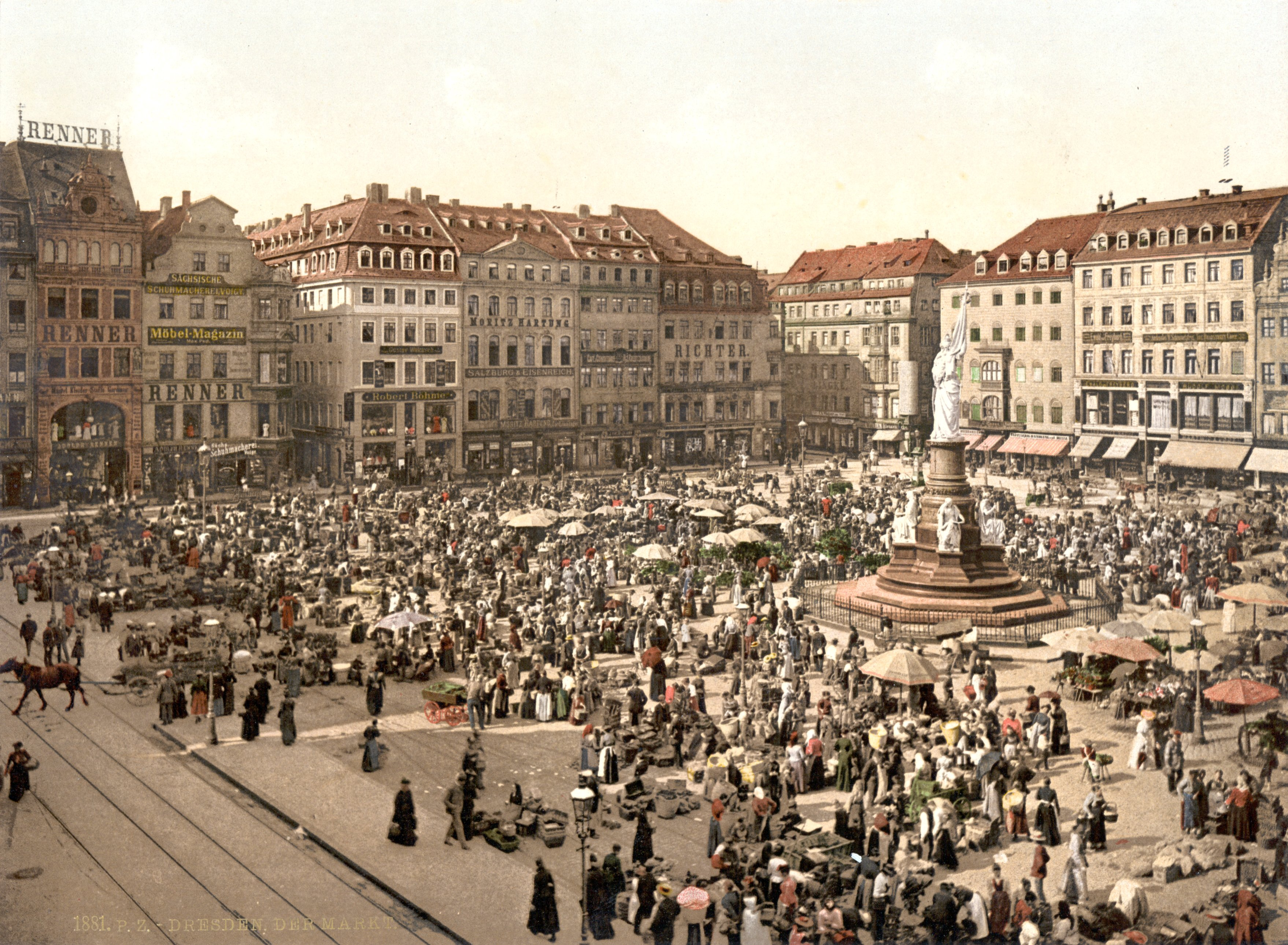
Dresden, der Altmarkt etwa 1900

Marktplätze waren aber auch Schauplätze sozialer und politischer, nicht selten gewalttätiger Konfrontationen. Auf dem Berliner Gendarmenmarkt begannen die Auseinandersetzungen im Vorfeld der Bürgerlichen Revolution von 1848 schon im April 1847 mit dem „Berliner Kartoffelkrieg“: aufgebrachte Bürger gingen tätlich gegen Händler vor, die ihre Preise spekulativ überhöht hatten. 1848 wurden hier die 183 Toten der Märzrevolution auf den Stufen des Deutschen Doms aufgebahrt, im September desselben Jahres tagte die Preußische Nationalversammlung im Schauspielhaus. Die Reihe mehr oder weniger gewaltsamer Aktionen im öffentlichen Raum setzte sich fort über die Parteienkämpfe der Weimarer Republik bis zu den friedlichen, folgenreichen Demonstrationen auf zahlreichen Marktplätzen der DDR im Herbst 1989.
Im Zweiten Weltkrieg war eine große Anzahl kulturhistorisch und architektonisch einzigartiger Marktensembles ganz oder zu großen Teilen zerstört worden. Ihre Wiederherstellung gestaltete sich aus verschiedenen Gründen problematisch. Zunächst fehlten die technischen und finanziellen Mittel. Vor allem aber gingen die Ansichten über die richtige Vorgehensweise – Abbruch und Neugestaltung oder denkmalgerechte Instandsetzung bzw. vollständiger Wiederaufbau – oft weit auseinander. Diese Fragen wurden nicht nur auf fachlicher Ebene diskutiert und unterschiedlich beantwortet, sondern im geteilten Deutschland auch vor verschiedenen ideologischen Hintergründen. Heute spiegeln die uneinheitlichen baulichen Zustände vieler Marktplätze diese Schwierigkeiten wider.

## Gegenwart

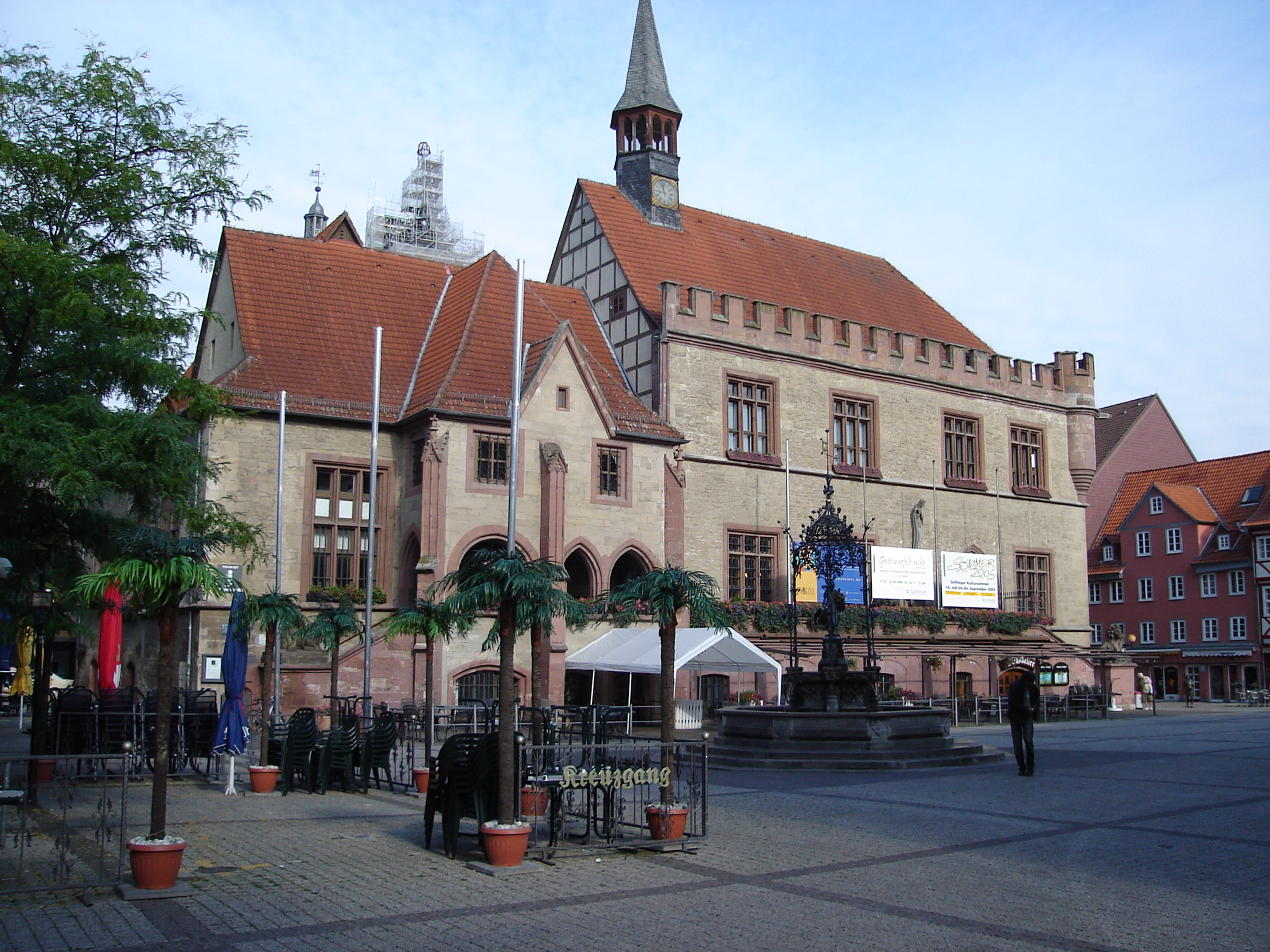
Marktplatz in Göttingen, 2005

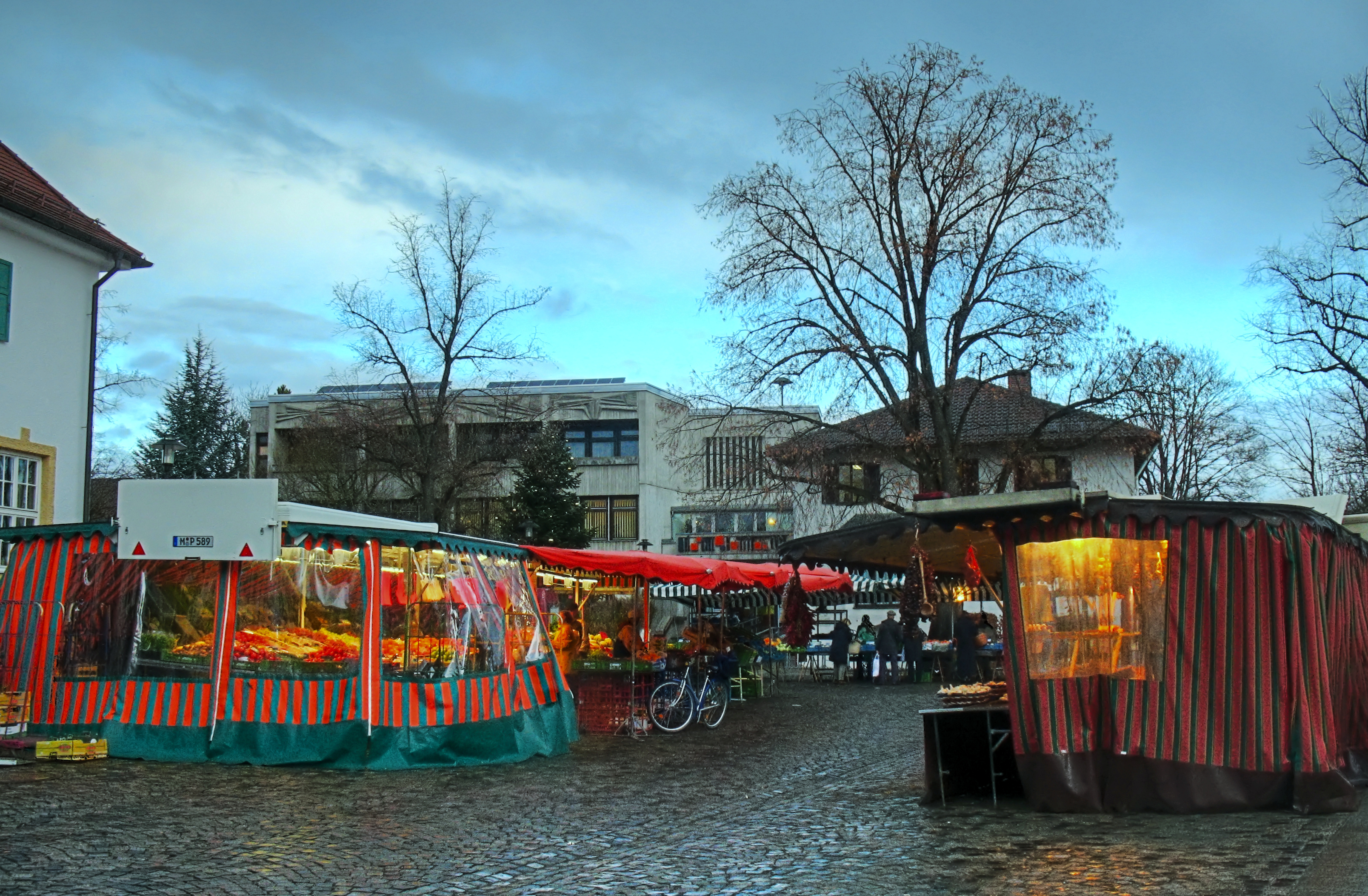
Wochenmarkt in Gröbenzell, 2008

Im Zeitalter von Supermärkten und Einkaufszentren haben Marktplätze ihre Funktion als unverzichtbare Versorgungseinrichtungen wohl endgültig verloren. Gerade in größeren Städten entwickelten oder hielten sich aber spezielle Erscheinungsformen des traditionellen Marktgeschehens. Bio-Märkte bieten Produkte an, die als garantiert naturbelassen deklariert sind, auf Umlandmärkten werden Erzeugnisse ausschließlich aus der näheren ländlichen Umgebung verkauft. Weihnachts-, Trödel-, Blumen- und Kleintiermärkte benutzen die alten Plätze. Beliebt sind „Mittelalter-Märkte“, eine Mischung aus Jahrmarkt und Freilichttheater – hier bemühen sich kostümierte Akteure, als Gaukler, Händler oder Handwerker dem authentischen Bild der frühen Märkte möglichst nahe zu kommen. Architektonisch ansehnliche Marktplätze werden durch Verkehrsberuhigung, Schmuckpflaster, Terrassencafés und besondere Veranstaltungen, etwa Sommerkonzerte unter freiem Himmel, zu Anziehungspunkten für Einheimische und Touristen.
Insgesamt haben sich Marktplätze als erstaunlich lebensfähig erwiesen. Aussehen und Nutzung veränderten sich in vielen Punkten und wurden den jeweiligen historischen Bedingungen angepasst, aber die räumlichen Grundstrukturen überdauerten. Für das gesellschaftliche Leben zahlreicher Städte sind sie noch immer von erheblicher Bedeutung.

## Weiterführende Informationen